# Никола Козарев
Никола Козарев е български политик (депутат и кмет), предприемач, търговец.

## Биография
Роден е в Карлово през 1867 г. Основава в Карлово тютюнева фабрика „Левски“ през 1886 г. В периода 1890 – 1899 г. е кмет на Карлово.
Преселва се в Пловдив през 1900 г. Там става член на Търговско-индустриалната камара, на която впоследствие е подпредседател. В периода 1912 – 1914 г. е кмет на Пловдив.
Народен представител е в V велико народно събрание. Бил е народен представител и в друго велико народно събрание и в още 4 обикновени народни събрания.
Основава тютюнева фабрика „Левски“ в град Пловдив. Умира от сърдечен удар в Пловдив на 6 април 1934 г.